# Cordillera de Mérida
Cordillera de Mérida är en cirka 400 km lång bergskedja i den nordöstra delen av Anderna, belägen i Venezuela söder om Maracaibosjön. I sydväst ansluter den till Östkordiljäran i Colombia och Perijábergen väster om Maracaibosänkan. I nordost ansluter den till Venezuelas kustberg (Cordillera de la Costa).
Bergskedjan består av flera bergsryggar, främst:
- Sierra Nevada de Mérida, en sydlig, 300 km lång rygg med högsta toppen Pico Bolívar på 4 978 meter över havet.
- Sierra La Culata, en nordlig rygg, med högsta punkten Pico Piedras Blancas på 4 748 meter över havet.

Staden Mérida ligger på en platå i bergskedjan, mellan de två huvudryggarna, på 1 600 meters höjd.